# PSK Sakhaline (hockey sur glace)
Pour les articles homonymes, voir Sakhaline (homonymie).
Le PSK Sakhaline (en russe : ПСК Сахалин), anciennement HK Sakhaline, était un club de hockey sur glace russe fondé en 2013 à Ioujno-Sakhalinsk dans l'oblast de Sakhaline. Il évoluait dans la Ligue asiatique de hockey sur glace.

## Palmarès
- Ligue asiatique de hockey sur glace
  - Finaliste : 2017